# Хмельницкий, Николай Иванович
Николай Иванович Хмельницкий (11 (22) августа 1789 (по другим данным — 1791), Санкт-Петербург — 8 (20) сентября 1845) — русский драматург и переводчик, государственный деятель Российской империи, смоленский губернатор в 1829—1837 годах. Прямой потомок рода Богдана Хмельницкого.

## Биография
Сын доктора философии Кенигсбергского университета Ивана Парфеновича Xмельницкого. Первоначальное образование получил под руководством дяди — писателя Н. Ф. Эмина. В 1804 году окончил Горный кадетский корпус, затем служил в Коллегии иностранных дел. В 1806 году перевел трагедию П.-Л. Беллуа «Зельмира» (поставлена на сцене в 1814 году). 
Во время Отечественной войны 1812 года некоторое время состоял адъютантом графа (впоследствии светлейшего князя) М. И. Кутузова, участвовал в кампаниях 1813—1814 годов, дошёл до Парижа. В чине статского советника стал правителем канцелярии петербургского военного генерал-губернатора графа Милорадовича. 

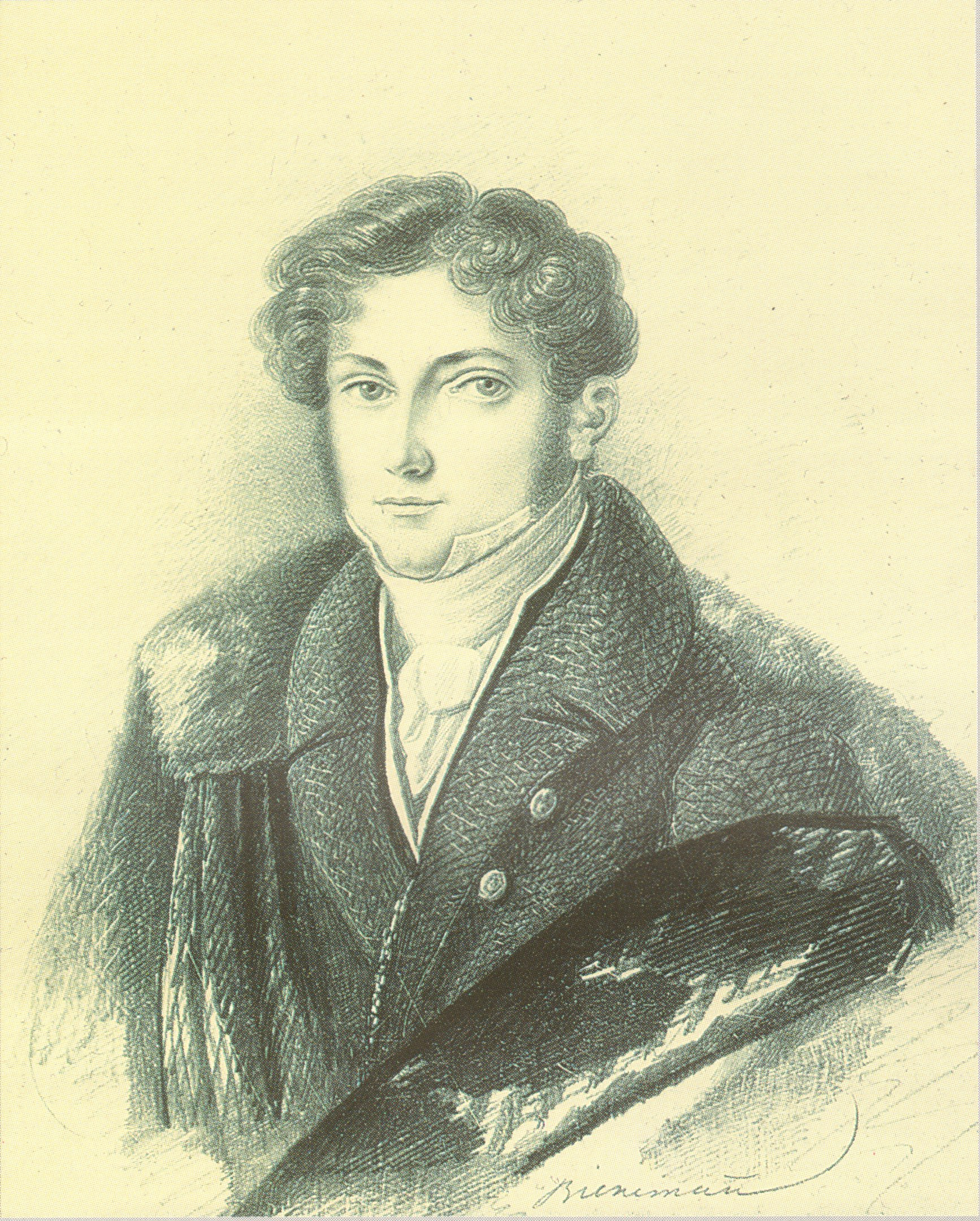
Портрет Николая Ивановича Хмельницкого, 1828-1829 гг.

Начал печататься в 1812 году в журнале «Санкт-Петербургский вестник» как театральный критик. Успех пришел к Хмельницкому с постановкой «Говоруна» в 1817 году: пятиактная пьеса де Буасси была сокращена до одного действия и,  наполнившись «петербургскими» реалиями, стала изящной «салонной» комедией. С успехом была принята и переделка комедии Реньяра «Шалости влюбленных» (1817). В следующем году представил вольную переделку комедии Колена Д’Арлевиля «Воздушные замки». 
Благодаря постановкам своих «светских» комедий Xмельницкий оказался в центре театральной жизни Петербурга. В начале 1820-х годов он жил «барином» в собственном доме на Фонтанке у Симеоновского моста. Здесь, в кругу его друзей, состоялось первое чтение комедии «Горе от ума» её автором, А. С. Грибоедовым. При этом у Грибоедова случилась перепалка с другим писателем, В. М. Фёдоровым: Грибоедова обидело, что Фёдоров легкомысленно позволил себе сравнить его ещё не прочитанную комедию со своим произведением «Лиза, или Последствия гордости и обольщения», так что он заявил, что читать при Фёдорове не будет — в итоге последний был вынужден уйти. 
В 1824 году разработал и провёл проект об обращении невостребованных сумм в капитал для призрения гражданских чиновников.
В 1829 году был назначен Смоленским губернатором. Как администратор в своей деятельности стремился воплотить идеалы гуманизма и просветительства: либеральная позиция в конфликтах крестьян и помещиков, терпимость к раскольникам, поощрение благотворительности, учреждение Смоленской публичной библиотеки. Однако хозяйственные дела в губернии были запущены.
В 1837 году, когда открылись большие растраты в строительстве Смоленско-Московской дороги, Xмельницкий был сначала переведен в Архангельск, где был губернатором с 6 июля по 6 ноября, а затем арестован и заключен в Петропавловскую крепость. Находился в заключении с 1838 по 1839 год. В 1843 году был признан невиновным. Выйдя на свободу, по свидетельству лично знавшего его К. Бороздина, «стал неузнаваем» (Исторический вестник.-- 1890.-- Т. 39.-- С. 238).
В 1844 году уехал за границу, где написал несколько исторических комедий, не имевших успеха. Умер 8 (20) сентября 1845 года в Петербурге; похоронен на Смоленском православном кладбище (уч. 43), у северного фасада Смоленской церкви.

## Сочинения
Xмельницкий был драматургом-дилетантом. В основном он занимался переводами и переделками второстепенных, ныне забытых, французских драматургов, при этом он делал пьесы непосредственно для театральной постановки, мало заботясь об их издании. Остро чувствуя «светское общество», Xмельницкий ориентировался на его вкусы. Своими комедиями, эстетизировавшими «светскость», он оказал заметное влияние на русскую драматургию и прозу 1820—30-х годов. Играл значительную роль в культуре той эпохи, вызывая восхищение современников, в том числе А. С. Пушкина.

### Публикации
- Театр Николая Хмельницкого: В 2 т.-- Спб., 1829—1830; Соч. // Полн. собр. соч. рус. авторов: В 3 т.-- Спб., 1849;
- Русский водевиль. / Вступ. ст. и примеч. Вс. Успенского.-- Л.; М., 1959.
- Стихотворная комедия конца XVIII — начала XIX в. / Вступ. ст. и примеч. М. О. Янковского.-- М.; Л., 1964.